# Вальков, Виталий Григорьевич
Вита́лий Григо́рьевич Валько́в (род. 1 января 1948, село Моторское, Красноярский край) — председатель Законодательной палаты Великого Хурала Республики Тыва (2009—2010).

## Биография
В 1950 году вместе с родителями переехал в Туву.
В 1970—1976 годы, окончив Красноярское художественное училище им. В. И. Сурикова, работал преподавателем черчения и рисования Сарыг-Сепской средней школы № 1 (Каа-Хемский район Тувинской АССР). Одновременно в 1975 году окончил Кызылский государственный педагогический институт (филологический факультет).
С 1976 года — на партийной работе: секретарь Каа-Хемского райкома ВЛКСМ (1976—1980), заместитель заведующего отделом Тувинского обкома КПСС (1983—1990), первый секретарь Кызылского горкома КПСС (1990—1991). В 1982 году окончил Высшую партийную школу в Новосибирске.
В 1992—1998 годы возглавлял ряд организаций: производственное объединение «Тувазаготпродпром» (1992—1997), артель старателей «Ойна» (1997—1998), торгово-снабженческий отдел «Туванефтепродукта» (Кызыл).
В 1998—2000 годы — заместитель главы правительства Республики Тыва, с 2000 года — секретарь Верховного хурала (парламента) Республики Тыва. С 22 марта 2000 года возглавлял Тувинское региональное отделения Общероссийского движения «Вся Россия».
С 2000 года — депутат, с октября 2006 по май 2009 года — заместитель председателя, с мая 2009 — председатель Законодательной палаты Великого Хурала Республики Тыва; исполнял должность до изменения структуры Верховного Хурала в 2010 году. Действительный государственный советник Республики Тыва 2 класса.
В 2006 году переехал в посёлок Опытное поле Минусинского района.

### Семья
Отец — Григорий Васильевич Вальков (21.1.1924 — ?), сельский служащий; мать — Мария Степановна (урожд. Сухочева).

## Творчество

### Художник
В технике акварели и графики пишет пейзажи, натюрморты, портреты, сюжетные композиции. Его работы отличаются сочностью колорита и ясностью композиции.
С 1969 года участвует в городских, областных, республиканских и всесоюзных, зональных и региональных выставках, в том числе:
- 2013 — «Философия акварели» (совместно с Валерием Кудринским, Сергеем Бондиным)
- 2013 — «Сибирь — XI» (Омск).

персональные выставки
- 2012 — «Мир акварели Виталия Валькова» — Минусинская городская картинная галерея[8]
- 2015 — «Поэзия акварели» — выставочный зал «Чылтыс» Абаканской картинной галереи[9]
- 2015 — «Минусинск и минусинцы» — Минусинская городская картинная галерея[3].

Работы В. Г. Валькова хранятся в Минусинской и Абаканской картинных галереях, Национальном музее Республики Тыва, Тесинском художественном музее, Ермаковском музейно-выставочном центре, Таскинской сельской картинной галерее, в учреждениях и учебных заведениях Кызыла и Минусинска, в Монголии, Польше и Китае, в частных коллекциях.
Член Профессионального союза художников России (с 2014).

### Поэт
Участвовал в деятельности клуба любителей поэзии «Исток» в Кызыле. Возглавляет литературное объединение «Зелёная лампа» (Минусинск). Член Союза писателей России.
Автор трёх поэтических сборников: «Росинка на ладони», «Зеркало души», «Линия судьбы». Публикует стихи в периодических изданиях Минусинска.

## Награды
- Заслуженный работник Республики Тыва[2].